# Dendrokara monstrosa
Dendrokara monstrosa är en insektsart som beskrevs av Melichar 1914. Dendrokara monstrosa ingår i släktet Dendrokara och familjen Derbidae. Inga underarter finns listade i Catalogue of Life.